# Мери Џеј Блајџ
Мери Џејн Блајџ (енгл. Mary Jane Blige; рођена 11. јануара 1971), познатија под својим сценским именом Мери Џеј Блајџ, је америчка певачица и композитор.
Добитник је девет Греми награда и четири америчких музичких награда, Блајџ је снимила осам мулти-платинастих албума. Једини је уметник са Греми наградама у категорији поп, реп, госпел, и РнБ музици. Блајџ је добитник награде за комбиновање хип-хопа и соула у раним 1990-их. Рангирана је као стота на листи од 100 највећих певача свих времена од стране часописа Ролинг стоун.

## Дискографија
- 1992: What's the 411?
- 1993: What's the 411? Remix
- 1994: My Life
- 1997: Share My World
- 1999: Mary
- 2000: Ballads
- 2001: No More Drama & Familly affair
- 2002: Dance for Me
- 2003: Love & Life
- 2005: The Breakthrough
- 2006: Mary J. Blige & Friends
- 2007: Growing Pains
- 2009: Stronger with Each Tear
- 2011: My Life II... The Journey Continues (Act I)
- 2013: A Mary Christmas
- 2014: Think Like a Man Too
- 2014: The London Sessions
- 2015: My Life II... The Journey Continues (Act 2)